# Agent 47
Agent 47 (* 5. September 1964 in Satu Mare, Rumänien; auch nur 47, The Hitman oder bekannt unter seinem häufigsten Pseudonym Tobias Rieper) ist in der Computerspiel-Serie Hitman ein fiktiver, deutsch-rumänisch-englisch-schweizerisch-US-amerikanischer, gentechnisch manipulierter Agent und Attentäter bzw. Auftragsmörder. Sein Name ergibt sich daraus, dass er die 47. Testperson aus seiner Reihe an Genkombinationen der DNA von fünf kriminellen Genies ist, die ein perfektes Werkzeug erschaffen wollten, das sie von überall aus als Auftraggeber kontrollieren können, während eben jenes Werkzeug eine übermenschliche kognitive sowie körperliche Leistung erbringen kann. Der Name Tobias Rieper ist eine Anspielung auf das phonetisch identische englische „Reaper“ (deutsch: ‚Sensenmann‘).
Mit 47 reist der Spieler in der Hitman-Serie um die Welt und eliminiert hochkarätige Ziele, während er dabei so unauffällig wie möglich zu bleiben versucht. Dazu gehört Verkleiden, das Verwenden von Aliasnamen und leisen bis lautlosen Waffen.
Der Charakter von Agent 47 wurde von Fans und Kritikern gleichermaßen gut aufgenommen und ist damit zu einer bekannten Figur in der Spiele- und Popkultur geworden.

## Konzept und Erschaffung
Laut Jacob Andersen, Hauptdesigner von Hitman 2: Silent Assassin, hat sich Agent 47 von einem „gemeinen alten haarigen Kerl“ zu einer „High-Tech-Brille“ entwickelt, bevor er zu seinem aktuellen Design kam. Weitere Inspirationen kamen von Comics, Hongkong-Filmen und anderen ähnlichen Medien. Laut Spielleiter Rasmus Højengaard faszinierte die Idee eines gentechnisch veränderten Menschen, dessen Zukunft von den Menschen bestimmt wird, die ihn geschaffen haben, das Hitman-Team. Er hatte das Gefühl, dass sich die Idee, den „perfekten Attentäter“ durch Genkombination zu erschaffen, mit dem Charakter entwickelte, bevor das erste Spiel beendet war. Der Charakter von 47 wird in der Videospielserie von David Bateson gesprochen, der auch optisch die Grundlage für das Auftreten von 47 war.

## Fiktive Biografie

### Erschaffung
Agent 47 ist ein gentechnisch modifizierter Mensch, der in einer verlassenen Anstalt in Rumänien erschaffen und manipuliert wurde, um ein Höchstmaß an körperlicher und geistiger Leistung zu erhalten. Außerdem sollte er leicht zu kontrollieren sein. Er wurde aus der DNA von fünf verschiedenen Männern geschaffen: Prof. Dr. Otto Wolfgang Ort-Meyer, Lee Hong, Pablo Belisario Ochoa, Frantz Fuchs und Arkadij Jegorov (alias Boris Ivanovich Deruzka), die in derselben französischen Fremdenlegion in Vietnam dienten und sich Jahre später wiedervereinigten, nachdem jeder seine eigene Karriere aufgebaut hatte: Ort-Meyer als Wissenschaftler, Hong als Verbrecherboss der Triade, Ochoa als Drogenbaron, Fuchs als Söldner und Jegorov als Waffenschmuggler. Ort-Meyer, der von seinen früheren Kollegen wegen seiner radikalen Theorien für verrückt gehalten wurde, war zu dem Schluss gekommen, dass der perfekte Mensch durch genetische Rekombination geschaffen werden kann. Die fünf Männer gründeten eine Organisation namens Fünf Väter und spendeten jeweils ihre DNA, damit Ort-Meyer die Rekombinationen herstellen konnte. Als Gegenleistung für Forschungsgelder stellte Ort-Meyer seinen Mitarbeitern Spenderorgane zur Verfügung, die gentechnisch manipulierten Körpern entnommen wurden, was ihre Lebensdauer erheblich verlängerte. Unbekannt war es jedoch Ort-Meyers ultimatives Ziel, eine Armee makelloser und zweifellos gehorsamer Übermenschen zu schaffen, die er für sich behalten würde.
Ort-Meyer war auch heimlich Mitglied von Providence, einer in den 1960er Jahren gegründeten Geheimorganisation, die langsam die Kontrolle über die meisten globalen Angelegenheiten übernahm. Providence finanzierte auch Ort-Meyers Experimente, um einige der Experimente als persönliche Attentäter zu erhalten. Als diese aufwuchsen und zu effizienten Mördern ausgebildet wurden, besuchten zahlreiche Providence-Mitarbeiter Ort-Meyer in der rumänischen Anstalt, um die Fortschritte zu überprüfen.

### Kindheit und Jugend
47s Kindheit und Jugend ist im Roman Hitman: Enemy Within genauer beschrieben. Die 47. Testperson der vierten Serie und ersten Reihe wurde am 5. September 1964 geschaffen und war die erste ihrer Art, die von Ort-Meyer als Erfolg bezeichnet wurde, wodurch 47 seine Aufmerksamkeit auf sich zog. Im Alter von fünf bis sieben Jahren war 47 sehr still und zeigte nur wenige soziale Züge. Seine einzige Zuneigung zeigte er einem außer Kontrolle geratenen Laborkaninchen, das er am 21. August 1970 adoptierte und das Ort-Meyer missfiel. Es starb jedoch am 2. Mai 1972. Ort-Meyer bemerkte 47 beim Weinen und war überrascht, da er das noch nie bei einem seiner Testpersonen gesehen hatte. Fünf Jahre später zeigte 47 auch Zuneigung zu einer Haustiermaus. Er kümmerte sich ungefähr einen Monat lang um die Maus, bis sie von einer anderen Testperson als grausamer Streich getötet wurde.
47 wurde 1977 von einer anderen Testperson der 6. Serie gemobbt, als beide 12 Jahre alt waren. Nachdem er ein Kickbox-Turnier gesehen hatte, das Ort-Meyer für seine Freunde und Kollegen veranstaltete, würgte 47 den Jungen in einer Toilettenkabine zu Tode und ließ ihn verdeckt in der Toilette zurück. Aus Angst vor den Folgen dieser Tat entkam 47 der Anstalt, nachdem er aus einer Fensterbank und zerbrochenen Teilen eines Besens einen Faserdraht gemacht, die quietschenden Türscharniere geölt hatte, um Lärm zu vermeiden und einen Wachhund mit einem versteckten Bogen getötet hatte. Dann trampte er sich ohne Geld in eine kleine rumänische Stadt, wo er zum ersten Mal Luxusbekleidungsgeschäfte bemerkte. 47 wurde schließlich von einem Asylarzt an einer Bushaltestelle gefunden, der ihn mit einem Pfannkuchenfrühstück belohnte und erklärte, dass 47 zu Recht den Jungen der Serie 6 tötete und dabei gute Attentäterfähigkeiten zeigte, aber in Zukunft nur dann töten sollte, wenn er dazu angewiesen wurde.
Im Alter zwischen 13 und 23 Jahren begann 47 eine ziemlich negative Beziehung zum Asylpersonal aufzubauen, die auf sein chronisches Unbehagen zurückzuführen war, das sich aus seinen regelmäßigen medizinischen Untersuchungen und häufigen Injektionen ergab. Einmal stach 47 wiederholt mit mehreren Nadeln auf einen Arzt ein und forderte Dr. Ort-Meyer auf, ihm mehr Sicherheit zu gewähren. Am 5. September 1989 ging Dr. Ort-Meyer so weit, sich an den 25. Geburtstag von 47 in seinem Tagebuch zu erinnern (obwohl 47 selbst dies nicht tat), zusammen mit den Kommentaren, dass 47 „reif“ geworden war und viele seiner schlechten Gewohnheiten gestoppt hatte.
Diese Ereignisse in Bezug auf den Jungen der Serie 6 werden in Agent 47: Birth of the Hitman erneut verbunden, in dem offenbart wird, dass Subjekt 6 nicht 47s Mobber war, sondern sein bester Freund. Einmal flohen sie gemeinsam aus der Anstalt und flüchteten in ein kleines Dorf, wurden aber schnell wieder gefangen genommen. In ihren Teenagerjahren wurden 47 und 6 von Providence als Attentäter rekrutiert, planten jedoch heimlich eine weitere Flucht, die sie 1989 während einer Mission in Berlin durchführen wollten. Sie zwangen einen deutschen Wissenschaftler, ihre explosiven Chip-Implantate zu entfernen, bevor 47 den Mann kaltblütig tötete. Als sie in die Anstalt zurückkehrten, versuchten 47 und 6, die anderen Testpersonen zu befreien, aber sie wurden gefangen und nur 6 konnten entkommen. 47 wurden mit einem Serum alle Erinnerungen in Bezug auf 6 gelöscht und durch falsche Erinnerungen an die in Enemy Within dargestellten Ereignisse ersetzt.
Als unabhängiger Attentäter führte 47 weiterhin Verträge für Providence aus und zeigte keine Anzeichen mehr für eine Rebellion. Eine besondere Mission im Jahr 1989 bestand darin, die Eltern von Diana Burnwood, seiner zukünftigen Auftraggeberin von der International Contract Agency (ICA), zu töten. In den folgenden Jahren wurden allen Testpersonen zahlreiche amnestische Seren verabreicht, um sie von jeglichen Emotionen zu befreien und sie zu effizienteren Killern zu machen. Infolgedessen würde 47 den größten Teil seiner Vergangenheit vergessen und sich auf seine Karriere als Attentäter konzentrieren.

#### Training
Zusammen mit den anderen Experimenten wurde 47 von Jugend auf zum lautlosen Attentäter ausgebildet. Er wurde in den Gebrauch von Schusswaffen, militärischer Ausrüstung, unbewaffneten Kämpfen, Verkleidungen und klassischeren Mordinstrumenten wie dem berüchtigten Faserdraht und Gift eingewiesen. Während seiner Ausbildung wurde er für seine außergewöhnliche Präzision sowie für den Angriff auf das Asylpersonal mit hausgemachten Schleudern bekannt, die sofort beschlagnahmt wurden. Neben dem Erlernen des Umgangs mit den Werkzeugen eines Attentäters wurde 47 darin geschult, bei der Planung eines Attentats seine Umgebung zu analysieren und sich an sie anzupassen, sodass er mehrere Möglichkeiten sehen konnte, seine Ziele lautlos und effizient zu eliminieren. Er schoss auch Smileys in Ziele, wenn er gelangweilt war. Dies ist eines der wenigen Beispiele dafür, dass 47 der Mainstream-Popkultur ausgesetzt waren, obwohl alle Testpersonen über Schulbücher ausreichend über die Außenwelt informiert waren.

### Flucht
1993 schrieb Ort-Meyer in sein Tagebuch, dass 47, jetzt 29 Jahre alt sei, jeden erdenklichen Test bestanden habe und sein geschicktester Attentäter geworden war. Die amnestischen Seren hatten jedoch begonnen, die anderen Testpersonen, einschließlich der kürzlich erstellten, die zu schwach waren, um als Attentäter ausgebildet zu werden, ernsthaft zu belasten. Bis 1996 waren die meisten den Wirkungen des Serums erlegen und starben oder hatten begonnen, in der Außenwelt zu leben, wobei 47 die einzige Person war, die in der Anstalt zurückblieb. In der Zwischenzeit waren alle, die Ort-Meyers Forschungen unterstützten, von Providence bis zu seinen Freunden der französischen Fremdenlegion, es leid geworden, ihn mit geringen Ergebnissen zu finanzieren, und die Beziehungen zwischen ihnen waren schlecht. Ort-Meyer deutete manchmal eklatant an, dass er die Experimente gegen sie einsetzen würde, wenn er es für notwendig hielt.
Wie zu Beginn von Hitman: Codename 47 zu sehen war, schuf Ort-Meyer 1999 absichtlich eine Lücke in der Sicherheit des Asyls, um 47 die Flucht zu ermöglichen. Als er jede seiner Bewegungen mit Überwachungskameras beobachtete, war er sehr zufrieden mit der Leistung von 47 und kam zu dem Schluss, dass sein Training abgeschlossen war. Am folgenden Tag wurde Ort-Meyer von Arthur Edwards, dem Stellvertreter von Providence, besucht, der ihn daran erinnerte, dass er von Providence eliminiert werden könnte, sobald er sich für sie nicht mehr als nützlich erwies, was Ort-Meyer veranlasste, die Experimente wieder aufzunehmen. Im folgenden Jahr schuf er mehrere neue Testpersonen, die er „Nr. 48s“ nannte, obwohl sie nicht seine 48. Kreation waren. Dies war wahrscheinlich, weil es sich um verbesserte Versionen von 47 handeln sollte, bei denen es an freiem Willen mangelte, und nicht um eine völlig neue Reihe von Testobjekten.

### Arbeitsbeschäftigung
Laut der ICA-Akte von Agent 47 aus den Hitman: Absolution-Trailern interessierte sich die ICA 1998 erstmals für die Aktivitäten von 47 und schrieb ihn 2000 ein. Hitman aus dem Jahr 2016 berichtet, wie 47 zur ICA kam: Sie waren beeindruckt von seiner früheren Arbeit als ein freiberuflicher Attentäter und bat ihn zu „testen“ und vorzuspielen. 47 kam in einer ICA-Ausbildungsstätte an und wurde von der Mitarbeiterin Diana Burnwood begrüßt. Er bestand strenge Trainingsprogramme, psychologische Tests und eine gründliche Hintergrundprüfung, obwohl sie nur sehr wenig über sein früheres Leben herausfanden. Während Diana glaubte, dass 47 ein wertvolles Kapital für die ICA sein würde, zögerte Schulungsleiter Erich Soders, 47 zu rekrutieren, da sie nur wenig über ihn wussten. Verärgert darüber, dass die ICA nichts über die Vergangenheit von 47 herausfinden konnte, beschloss Soders schließlich, 47 den strengstmöglichen Tests zuzuweisen, in der Hoffnung, dass er ihn ablehnen könnte, was Diana allerdings mitbekam und „die Regeln bog“, indem sie 47 half, seine Vorsprechen zu bestehen. Sie wurde später seine Auftraggeberin, als 47 in der ICA willkommen geheißen wurde.
In Hitman: Codename 47 wird 47 kurz nach seiner Rekrutierung angeheuert, um Lee Hong, Pablo Ocho, Frantz Fuchs und Arkadij Jegorov zu töten, ohne zu wissen, dass sie seine genetischen Väter sind. Er entdeckt schließlich die Verbindung zwischen ihnen und dass ihr Tod von Ort-Meyer in die Wege geleitet wurde, den er bis in die alte rumänische Anstalt verfolgte. Dort schickt Ort-Meyer die Testpersonen Nr. 48, um 47 zu töten, aber er eliminiert sie mit seinen überlegenen Fähigkeiten und fährt fort, auch Ort-Meyer zu töten. Nach diesen Ereignissen geht 47 in den Ruhestand und versucht, ein friedliches Leben als Gärtner in einer katholischen Kirche in Sizilien zu führen, die von Reverend Emilio Vittorio geführt wird. In Hitman 2: Silent Assassin entführt die örtliche Mafia Vittorio aus unbekannten Gründen und veranlasst 47, sich wieder der ICA anzuschließen und erneut zum Attentäter zu werden, in der Hoffnung, ihn zu finden. Es wird schließlich offenbart, dass alle von 47 getöteten Ziele am Verkauf eines Atomsprengkopfes an Sergei Zavorotko, Jegorovs Bruder, beteiligt waren, der ihren Tod initiierte, um seine eigene Beteiligung zu verbergen, und Vittorio entführte, um 47 aus dem Ruhestand zu locken. Nachdem Agent 47 in diese Falle tappte und seinen letzten verbleibenden „Bruder“ töten muss, findet er heraus, dass sich Sergei in Vittorios Kirche versteckt und tötet ihn. Nachdem Vittorio gerettet wurde, kehrt 47 offiziell zur Arbeit für die ICA zurück und glaubt, dass das Eliminieren von Vertragszielen seine wahre Berufung ist.
In den folgenden Jahren steigt 47 zum besten und gefragtesten Attentäter der ICA auf, obwohl einige immer noch an seiner Existenz zweifeln. In Hitman: Contracts wird er angeheuert, um drei Männer in Paris zu töten, wird jedoch vom letzten Ziel schwer verletzt und kehrt in sein Hotelzimmer zurück, wo er in Flashbacks frühere Jobs sieht, während ein ICA-Arzt sich um seine Wunde kümmert. Nachdem er das letzte Ziel eliminiert hat, erfährt er von Diana, dass The Franchise, eine rivalisierende Organisation von Auftragsmorden, auf die ICA abzielt und versucht, die Kontrolle über die Welt zu erlangen, das Ziel von 47 zuvor über das Attentat informiert hatte. Dieser Handlungsbogen wird in Hitman: Blood Money fortgesetzt, wo es The Franchise gelingt, die ICA zu zerstören, und versucht, dieselbe Gentechnik zu betreiben, mit der 47 entwickelt wurde. Dieser ermordet jedoch ihre Mitarbeiter und täuscht schließlich seinen Tod mit Dianas Hilfe vor, um die Führer von The Franchise in eine Falle zu locken, in der er sie alle tötet. Diana schafft es später, die ICA zu überreden und 47 wird wieder eingestellt.
In Hitman: Absolution wird die Einstellung von 47 erneut abgebrochen, nachdem er Diana dabei geholfen hat, ein junges Mädchen namens Victoria zu schützen, das das Produkt desselben Experiments ist, das 47 geschaffen hat und das der korrupte ICA-Beamte Benjamin Travis als seine persönliche Attentäter verwenden wollte. Während sie von Travis’ Männern gejagt werden, versucht 47, Victoria zu retten, die von Blake Dexter, dem Besitzer eines Unternehmens für Hausverteidigungssysteme, entführt wurde und sie an den Meistbietenden auf dem Schwarzmarkt verkaufen will. 47 tötet schließlich sowohl Travis als auch Dexter und rettet Victoria, die in Dianas Obhut bleibt. Es wird dann offenbart, dass Travis ohne den Befehl seiner Vorgesetzten handelte und dass die gesamte Tortur eine aufwändige Aktion von Diana war, um die ICA von interner Korruption zu befreien und Travis’ Experimente zu beenden. Infolgedessen wird 47 wieder in die ICA aufgenommen.
In Hitman (Computerspiel, 2016) führt 47 eine Reihe von scheinbar nicht zusammenhängenden Aufträgen aus, von denen Diana schließlich feststellt, dass sie gegen Providence und ihre Verbündeten gerichtet sind. Sie wurden vom Anführer einer inländischen Terrorzelle angeordnet, der nur als Shadow Client (englisch ‚Schattenklient‘) bekannt ist und sich an Providence zu rächen versucht. Am Ende des Spiels bittet Providence die ICA um Hilfe, den Shadow Client zu stoppen und bietet im Austausch an, die unbekannte Vergangenheit von 47 zu enthüllen. In Hitman 2 eliminiert 47 die Verbündeten des Shadow Client, der dann als Lucas Grey identifiziert wird, und spürt ihn schließlich in der alten rumänischen Anstalt auf, in der beide geschaffen wurden. Grey offenbart sich als 47s Freund aus Kindertagen, Subject 6 (englisch ‚Testperson 6‘), und hilft ihm, sich an seine Vergangenheit zu erinnern, bevor beide mit Hilfe von Diana versuchen, Providence auszuschalten. Schließlich nimmt die Gruppe Arthur Edwards gefangen, der die Identität der drei Strippenzieher von Providence enthüllt, die sich als die Partner zusammengeschlossen hatten. Später entkommt Edwards aus seiner Gefangenschaft. In Hitman 3 ermordet 47 die Partner dann und ermöglicht es Edwards damit, die Organisation zu übernehmen. Dieser schickt Söldner, um Grey und Diana zu fangen, wobei Grey Selbstmord begeht, um sicherzustellen, dass 47 nicht auch gefangen genommen wird, während die Söldner inklusive 47 in Verkleidung als einer von ihnen im Kreis um ihn herum stehen. Während 47 sich um ICA-Agenten kümmern muss, die ihn wegen des Überfalls jagen, enthüllt Edwards 47s Beteiligung an der Ermordung von Dianas Eltern in der Hoffnung, dass sie 47 verraten und Edwards Angebot annehmen würde, ihm als Anführer von Providence zu folgen. 47 infiltriert die Zentrale der ICA in Chongqing, dringt in den Datenkern ein, löscht alle Einträge, die mit ihm und Diana Burnwood in Verbindung stehen, und veröffentlicht alle anderen internen Informationen der ICA und ihrer Agenten, wodurch diese zum Stoppen gezwungen wird. Anschließend hilft er Diana dabei, sicherzustellen, dass sie die nächste Anführerin von Providence wird, um die Organisation von innen heraus zu zerschlagen, indem sie ihn scheinbar verrät und Edwards als Rache für die Ermordung ihrer Eltern übergibt. Eine Vision von Grey zeigt 47, dass Diana ihn nicht verraten, sondern ihm die Chance gegeben hat, Edwards zu eliminieren und sich für alles zu rächen, was Providence ihm und Grey angetan hat. Nachdem Diana Providence erfolgreich zerstört hat, versöhnen sie und 47 sich und kehren als zusammen arbeitende Attentäter zurück, die nun unabhängig von der ICA sind.

## Eigenschaften

### Aussehen
Die typische Kleidung von 47 besteht aus einem schwarzen Anzug mit einem weißen Hemd, schwarzen Lederhandschuhen und einer burgunderfarbenen Krawatte. Da die Hitman-Serie dem Spieler die Möglichkeit bietet, sich auf eine Stealth-basierte Strategie einzulassen, um Konflikte zu vermeiden, hat 47 die Möglichkeit, seinen Anzug (den 47 zu Beginn eines Levels zugewiesen bekommt oder der in einer Zwischensequenz angezeigt wird) mit verschiedenen Verkleidungen von anderen Personen aus einem Level zu tauschen, um zu vermeiden, entdeckt zu werden bzw. Aufmerksamkeit auf sich zu ziehen. Es gibt eine Vielzahl von Verkleidungen zur Auswahl, darunter Polizei-, Militär- oder medizinische Uniformen, die alle verfügbar werden, wenn NPCs außer Gefecht gesetzt oder getötet werden und 47 ihre Kleidung anzieht.
Gelegentlich werden alternative Kostüme speziell für eine Mission angeboten. In Hitman: Codename 47 trägt Agent 47 z. B. eine Guerilla-Tarnung im Dschungel, während Agent 47 in Hitman 2: Silent Assassin in den japanischen Bergen einen schützenden Anorak und in Afghanistan einen blauen Turban trägt. Am Ende von Hitman: Blood Money trägt Agent 47 einen weißen Anzug und weiße Handschuhe, während er bei seiner Beerdigung in einen Sarg gelegt wird. Neben der Kleidung spielt die besondere Auswahl der Waffen von Agent 47 eine wichtige Rolle für sein Aussehen. Er bevorzugt ein Paar silberne AMT Hardballer, ein M1911-Duplikat mit dem Spitznamen Silverballers. Nach Hitman: Contracts ersetzt das Hitman-Symbol die Silverballer-Logos, die normalerweise auf der Seite des Pistolenschlittens aufgedruckt sind. Während der gesamten Serie dienen die Silverballers zusammen mit seiner schwarzen Garrotte aus Faserdraht als Standardwaffen von Agent 47 und erscheinen in jedem Spiel der Serie.

47 ist glatzköpfig mit blasser Haut und blauen Augen mit dunklen Augenbrauen. In seiner ICA-Akte von Hitman: Absolution wird seine Größe mit 1,88 m angegeben. In Hitman: Enemy Within wird sein Gewicht mit 85 kg angegeben. Es ist offensichtlich, dass 47 älter wird, was durch die zusätzlichen Falten im Verlauf der ersten vier Spiele deutlich wird. Er ist in Hitman: Absolution deutlich gealtert, mit vielen Falten im Gesicht, bestimmten verlangsamten Aktionen und anderen reduzierten Fähigkeiten. Dies wird im Spiel 2016 wieder neu verbunden, da 47 viel jünger erscheint, wobei er in den Hauptabschnitten und im Prolog des Spiels, die 20 Jahre zuvor stattfanden, als er in die ICA aufgenommen wurde, identisch aussieht. Ein medizinischer Bericht über 47 im Spiel besagt, dass 47 zwar über 50 Jahre alt ist, sein Körper sich jedoch immer noch in einem Höchstzustand befindet, als wäre er etwas über 20 Jahre alt und dass er völlig immun gegen Krankheiten ist. Da der Spieler 47 aus der Third-Person-Perspektive kontrolliert, ist der Barcode, der auf seinem Hinterkopf tätowiert ist, stark hervorgehoben, obwohl sein Kopf für die meiste Zeit von Hitman: Absolution mit einem Verband bedeckt ist, nachdem er ihn in einem Versuch, sich zu tarnen, herausgeschnitten hat.

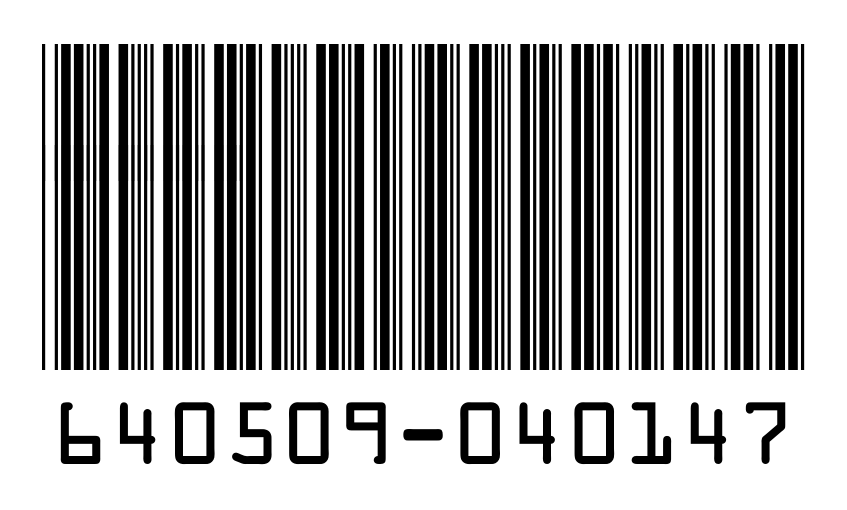
47's Barcode basierend auf Bildern aus Dr. Ort-Meyers Tagebuch

Der Barcode ist in zwei Segmente unterteilt: das erste steht für seinen „Geburtstag“, den 5. September 1964 und der zweite zeigt die Zahlen „04“, „01“ und „47“, was dafür steht, dass Agent 47 den 47. Versuch der ersten Reihe der vierten Serie der Genexperimente von Ort-Meyer darstellt. Somit fungiert der Barcode als Identifikation der Testpersonen, die allesamt keine Eigennamen hatten. Er dient ebenfalls als Sicherheitsschlüssel für den Zugriff auf Bereiche von Providence, in der 47 erstellt und geschult wurde. Sein Barcode ist in der Kodierung Code 39 geschrieben. Laut Dr. Ort-Meyers Tagebuch wurde der Barcode 1975, ein Jahr nach der Tätowierung des Codes, dem Tattoo hinzugefügt. Seltsamerweise scheinen andere Charaktere in den Spielen das auffällige Tattoo nicht zu bemerken. In einer Beschreibung von 47 in Hitman: Blood Money wird der Barcode nicht als bemerkenswertes Merkmal erwähnt, wenn 47 nach einer Mission zahlreiche Zeugen seiner Taten hat. Auf den Barcode wird in Hitman: Absolution als einzig prägnantes optisches Merkmal von 47 verwiesen, wobei auch erwähnt wird, dass die Beschreibung eines glatzköpfigen Mannes in einem Anzug mit einem Nackentattoo einfach zu vage ist, um für die Strafverfolgung nützlich zu sein.

### Persönlichkeit
Die absolut höchste Priorität von 47 ist die Erfüllung seines Auftrages. Er wird Unschuldige opfern, wenn es sein muss, aber er wird das Ziel töten, egal was passiert, obwohl es ein Teil seines Engagements für seine Professionalität bleibt, unnötigen Kollateralschaden zu vermeiden. Er ist in der Lage, Emotionen wie Mitleid oder ähnliches vollständig abzuschalten, wenn dies in einer Mission angebracht ist, auch wenn die betroffenen Personen ein Spiegel seines jüngeren Ichs sind. Er ist sehr ruhig und spricht im Allgemeinen in einem monotonen, beredten und nicht bedrohlichen Ton, flucht nicht und erhebt seine Stimme nur selten ein wenig. Er hat einen neutralen, teils bedrohlichen Gesichtsausdruck, während er seine Umgebung genau beobachtet. Der einzige andere Gesichtsausdruck, von dem bekannt ist, dass er ihn zeigt, ist Schmerz, obwohl er gelegentlich in der Verfilmung von 2007 grinst. 47 scheint auch ein versierter Gesprächspartner zu sein, obwohl er auch dabei äußerst still und in der Lage ist, Menschen mit überzeugenden Lügen zu täuschen und zu manipulieren. Hitman: Enemy Within zeigt, dass er in der Lage ist, weit außerhalb seiner eigenen Persönlichkeit zu handeln, wenn er Menschen imitiert, beispielsweise wenn er vorgibt, ein übermütiger und offener Biker zu sein.
47 kann sich in die Menge einfügen und sehr effektiv und effizient die Rolle eines normalen Menschen spielen. Er ist ein Einzelgänger, hat aber nichtsdestotrotz eine eiserne, wenn auch nicht zum Ausdruck gebrachte Sympathie und Loyalität für die wenigen Menschen, denen er nahe steht, insbesondere für Diana Burnwood, Pater Emilio Vittorio, Helen McAdams, Victoria, Tommy Clemenza, Lucas Grey und Mei Ling. 47 zeigt auch eine ungewöhnliche Zuneigung zu Tieren, die er als Haustiere hält, wie z. B. Kaninchen und Maus aus Kindertagen während seiner Zeit in der Anstalt, und einen gelben Kanarienvogel in Hitman: Blood Money (obwohl er nicht zögert, den Kanarienvogel zu töten, um zu vermeiden, seine Position an die Behörden weiterzugeben). Selten zeigt er dasselbe Feingefühl gegenüber Menschen, obwohl er Abscheu darüber zum Ausdruck brachte, unschuldige Menschen zu verletzen, was er während des Briefings in Death Factory erwähnte, als er die Benutzung von Kindern als Waffe von Benjamin Travis und Blake Dexter verurteilte.
Die Persönlichkeit von 47 hat sich seit seinem Anfang in Hitman: Codename 47 leicht verändert. In diesem Spiel spricht er etwa so viel oder etwas weniger als eine normale Person. Diese Version von 47 ist von Hitman: Codename 47 bis zu bestimmten Abschnitten von Hitman: Blood Money abgebildet. Mit der Veröffentlichung von Hitman: Absolution ist er seitdem wortkarger, ruhiger Mann. Er spricht nur selten, außer während einer Zwischensequenz oder bei Bedarf während einer Mission mit einem NPC (47 wird auch in dem Film aus dem Jahr 2007, der auf den Spielen basiert, als ungewöhnlich gesprächig gezeigt).
Sowohl der Hitman-Roman als auch einige Teile von Hitman: Absolution zeigen eine Seite von 47, die nicht seinem Bild aus den neueren Teilen entspricht. Wenn er nicht in seinem Element oder im Einsatz ist, zeigt 47 gelegentlich ein ähnliches Verhalten wie normale Menschen. In Hitman: Enemy Within wird gezeigt, wie er frustriert flucht und einen Witz mit Diana teilt. Meistens zieht er es trotzdem vor, für sich zu bleiben. Es wird davon ausgegangen, dass 47 ein Multimillionär aus seinen Aufträgen ist, er nichtsdestotrotz aber nicht aufhört, neue Aufträge anzunehmen. Aufgrund seiner Art und Arbeit gibt er sein Geld nur für einfache Dinge wie Essen, Kleidung, Unterkunft und berufsbezogene Ausrüstung aus, obwohl er auch dafür bekannt ist, einen Teil davon an Vittorio und seine Gemeinde zu spenden. Er hat einen besonderen Geschmack für gutes Essen und noble Kleidung, und Hitman: Blood Money und Hitman: Absolution implizieren, dass alle seine Anzüge professionell zugeschnitten sind.
Es lässt sich schließen, dass 47 seine Arbeit als Attentäter nicht nur für Geld leistet, sondern auch, um seinen Lebenszweck zu finden und zu erfüllen. Dies wird weiter demonstriert, als er Blake Dexter den Koffer mit 10 Millionen Dollar nicht abnahm, nachdem er ihn getötet hatte, sondern Victoria das Geld auf Dexters Körper werfen ließ, welches sich wie in Luft auflöste. Es wird angegeben, dass er als Attentäter arbeiten muss, da der Versuch, ein Leben als normaler Mensch zu führen, die Menschen um ihn herum gefährden wird, was zeigt, dass er ein Verständnis dafür zu haben scheint, sich um andere Menschen zu kümmern.

### Moral
Obwohl 47 ein relativ emotionsloser Attentäter ist, zeigt er Anzeichen von Moral. In Hitman 2: Silent Assassin gesteht er Vittorio beispielsweise seine Sünden. Als Vittorio entführt wird, wird 47 anscheinend durch den Verlust seines guten Freundes offenbar so deprimiert, dass er eine Rückkehr als Attentäter aus dem Ruhestand akzeptiert, solange die ICA ihm hilft, Vittorio zurückzubekommen. Im Roman denkt er oft über die Frage nach seiner eigenen Moral und Werte nach. In Hitman: Absolution hatte 47 zunächst den Auftrag abgeschlossen, seine frühere Auftraggeberin Diana zu töten, nachdem sie die ICA verraten und sich selbst versteckt hatte, um sie zu erschießen, bevor sie die Gelegenheit hatte, sich zu erklären. Als 47 sah, wie sie am Boden verblutete, zögerte er, sie zu erledigen, und wollte wissen, wie sie die ICA verraten konnte. Als Diana ihm sagt, dass sie die junge Testperson Victoria von den Ärzten schützen musste, ist er bereit, Victoria nach Dianas Tod in Sicherheit zu bringen. Am Ende stellte sich heraus, dass er Diana nicht wirklich getötet, sondern ihr stattdessen geholfen hat, ihren eigenen Tod vorzutäuschen. Im Spiel Hitman 3 wurde auch gezeigt, dass sich 47 bei Diana für das Attentat auf ihre Eltern mit einer Autobombe entschuldigte. Diana versteht, dass es nicht 47s Schuld war, da er im Grunde ein Werkzeug für Providence war und keine andere Wahl hatte.

### Fähigkeiten
Als Experiment der ersten Reihe wurde 47 genetisch verbessert, um körperliche Aufgaben effizienter als ein durchschnittlicher Mensch auszuführen. Er hat stark verbesserte Kampffähigkeiten, Geschwindigkeit, Reflexe, Kraft und Ausdauer. Er ist offenbar in der Lage, 10 km in 36 Minuten und 39 Sekunden zu laufen und verfügt über einen effektiven Stoffwechsel und eine starke Heilkraft. Diese Heilkraft ist effizient genug, um sich in wenigen Stunden von einem Schuss zu erholen, obwohl er immer noch medizinische Hilfe benötigt, um die Kugel zu entfernen und die Schmerzen mit Schmerzmittel zu unterdrücken, wie in Hitman: Contracts zu sehen ist. 47 versteht es, sich unauffällig zu verhalten, wobei er in der Lage ist, mehrere Feinde gleichzeitig in demselben Gebiet zu töten, sich an fast jeden heranzuschleichen und leise auszuschalten. 47 hat auch ein Expertenverständnis für die Verwendung von Verkleidungen, um in beschränkt zugängliche Bereiche eines Ortes Zugang zu bekommen. Er ist körperlich stark, selbst im Vergleich zu erwachsenen Männern seiner Größe und in Höchstform. Er kann auf Rohre klettern, Leichen ziehen und entsorgen, Leute erwürgen, Menschen mit einem Schlag bewusstlos schlagen und mit minimalem Aufwand von Balkon zu Balkon springen. 47 ist auch ein sehr erfahrener Fahrer, gemessen daran, wie gut er es geschafft hat, Ort-Meyers Auto bei Regen in Hitman: Contracts an einer Polizeiblockade vorbei zu manövrieren. 47s fahrerisches Können zeigt sich auch in seiner Fähigkeit, spezialisierte Kraftfahrzeuge wie einen Bus und einen großen Lastwagen in Hitman: Blood Money und Hitman: Contracts zu fahren. Seine Fahrfähigkeit beschränkt sich nicht nur auf Autos. Während der gesamten Serie fliegt er mehrmals Hubschrauber und Flugzeuge und fährt Boote. Um in seiner körperlichen Verfassung zu bleiben und seine Fähigkeiten im Gleichgewicht zu halten, trainiert 47 seine Kampf-, Schieß-, Attentats- und Stealth-Fähigkeiten, wenn er nicht im Einsatz ist.
Ausgebildet im bewaffneten und unbewaffneten Kampf sowie im improvisierten Einsatz von Waffen wie Sprengstoff, Scharfschützengewehren, automatischen Schusswaffen und Klingenwaffen, ist 47 in der Lage, seine Umgebung detailliert zu beobachten und dies zu seinem Vorteil einzusetzen. Hervorgehoben in Hitman: Enemy Within und Hitman: Absolution ist 47 ist ein Experte im Nahkampf. Schon in jungen Jahren wurde 47 mit anderen Testpersonen darin geschult, Kickboxen zu beherrschen. 47 war ein überdurchschnittlicher Kämpfer und verlor nur gegen Testperson Nummer 6, den er später tötete. In Hitman: Blood Money kann er ausgebildete und bewaffnete Soldaten mit Leichtigkeit entwaffnen und Menschen mühelos bewusstlos schlagen. In Hitman: Absolution ist er geschickt genug, um mehrere bewaffnete Feinde unbewaffnet anzugreifen und unversehrt zu überleben. Er zeigt auch seine Fähigkeiten im Kampfsport, indem er den genetisch veränderten Riesen Sanchez in einem Einzelkampf besiegen kann. Er ist einfallsreich genug, um nicht bemerkt zu werden, indem er es vermeidet, Strafverfolgungsbehörden forensische Beweise zu hinterlassen. 47 hat außerdem ein Verständnis dafür, andere zu infiltrieren, wie im Trailer von Hitman: Absolution zu sehen, als er Dianas Villa betreten muss, um sie zu töten, sowie in Exfiltration und Ausweichen. Vor Ort kann er sich an Wachen vorbeischleichen, ohne zu viel Aufmerksamkeit zu erregen. Er ist ein perfekter Schütze, der dabei so präzise ist, dass die Zeitung in Hitman: Blood Money ihn als „legendär“ bezeichnete.
47 verfügt auch über ein detailliertes Verständnis der menschlichen Anatomie und verschiedenen Verhaltensweisen bzw. Angewohnheiten, was sich durch den Einsatz von Giften und Beruhigungsmitteln zeigt, sowie über Strategien, Ziele lautlos zu töten, indem er sie beispielsweise erwürgt oder Nahkampfwaffen einsetzt. Er weiß zudem auch, welche Teile des menschlichen Körpers besonders empfindlich sind, um Opfer zu verhören. Ganz gleich, in welcher Situation er sich befindet, gerät 47 nie in Panik. Er behält immer seine Gelassenheit und seinen klaren Verstand, ist sich seiner Umgebung vollständig bewusst und kalkuliert ständig jede seiner Handlungen aus.

### Ruf
Über die Jahre hat 47 nahezu einen mythischen Ruf erlangt, der tödlichste und präziseste Attentäter der Welt zu sein, wobei die meisten Menschen aufgrund dessen nicht glaubten, dass er existiert. Aufgrund seiner hohen Erfolgsbilanz erhält 47 normalerweise die größten, komplexesten und schwierigsten Aufträge. Er erledigt alle seine Aufträge mit unerschütterlicher Präzision und verfehlt niemals sein Ziel. 47s Heimlichkeit und List sind so perfekt, dass er von der Welt als Großstadtlegende eines mysteriösen Attentäters angesehen wird, wobei die wenigsten wissen wie er aussieht. Für seine Leistungen als Attentäter erhält er von der ICA den Gamma-Status. Der Grad der Professionalität von 47 ist derart, dass der Erzähler in Hitman: Blood Money angibt, dass ein Kunde, sobald er 47 beauftragt hat, ein Attentat durchzuführen, den Auftrag nicht abbrechen kann und dieser unabhängig von seiner Schwierigkeit oder der Identität des Ziels erfüllt wird, selbst wenn der Kunde seine Meinung währenddessen ändert, was bedeutet, dass dieser sich absolut sicher sein muss, dass er sein Anliegen in Auftrag geben möchte, bevor er 47 anfordert. Es wurde auch festgestellt, dass 47 der teuerste von der ICA angebotene Attentäter ist und dass seine Aufträge zu den lukrativsten gehören.

### Wohnort
Der Ort und die Gesamtzahl der zahlreichen Verstecke von 47 sind unbekannt. Sie werden oft als heruntergekommene und isolierte Gebäude dargestellt. Er handelte in Hitman 2: Silent Assassin von der Kirche seines Mentors Pater Vittorio aus. In Hitman: Contracts, worin die Geschichte überwiegend durch Flashbacks erzählt wird, wohnt 47 in einem Hotel in Paris, wo er sich nach einem Schuss erholt. Er wird später gezwungen, aus dem Hotel zu fliehen, weil GIGN-Truppen es überfallen. In Hitman: Blood Money ist sein Hauptversteck ein stark heruntergekommener Bunker, der einen einzigen von der ICA gestellten Laptop, einen Schießstand, eine Waffenkammer und ein rostiges Bett enthielt. Er ist zuletzt zu sehen, als Diana den Tod von 47 vortäuscht, als Streitkräfte das Versteck überfallen. Im Freelancer-Modus von Hitman 3 legt er sich als neues Geheimversteck eine Villa an einem See mit bunkerartigem Keller zu.

## Rezeption
Im Jahr 2012 stufte GamesRadar+ Agent 47 als „denkwürdigsten, einflussreichsten und beeindruckendsten“ Protagonisten in Videospielen ein. Er wird von GamesRadar+, FHM, The Daily Telegraph, Play und G4 als einer der besten Attentäter in Videospielen angesehen. IGN stufte ihn als den viert-„meistberüchtigtsten“ Antihelden ein, während The Daily Telegraph ihn auf der Liste der 10 besten Antihelden für Videospiele auf den dritten Platz brachte. Complex stufte ihn als fünft-„besten Attentäter und Killer in Videospielen“ ein, bezeichnete ihn als „einzigartigen Auftragskiller“ und lobte sein Outfit als „stilvoll“. Empire bezeichnete ihn als 21.-„besten Videospielcharakter“ und erklärte, sein Design sei „bemerkenswert“. WhatCulture stufte Agent 47 als den 19.-attraktivsten männlichen Videospielcharakter aller Zeiten ein.

## Auftritte

### Videospiele
- Hitman: Codename 47 (2000)
- Hitman 2: Silent Assassin (2002)
- Hitman: Contracts (2004)
- Hitman: Blood Money (2006)
- Hitman: Absolution (2012)
- Hitman (2016)
- Hitman 2 (2018)
- Hitman 3 (2021)

### Filme
- Hitman (2007)
- Hitman: Agent 47 (2015)

### Bücher bzw. Comics
- Agent 47: Birth of the Hitman series
- Hitman: Enemy Within